# Camparada
Camparada település Olaszországban, Lombardia régióban, Monza e Brianza megyében. Lakosainak száma 2149 fő (2023. január 1.). Camparada Arcore, Casatenovo, Usmate Velate és Lesmo községekkel határos.

## Népesség
A település népességének változása:
| Lakosok száma | 2034 | 2065 | 2055 | 2149 |
|               | 2013 | 2017 | 2018 | 2023 |